# 1558 Jarnefelt
Jarnefelt (asteróide 1558) é um asteróide da cintura principal com um diâmetro de 65,09 quilómetros, a 3,097632 UA. Possui uma excentricidade de 0,0388262 e um período orbital de 2 113,17 dias (5,79 anos).
Jarnefelt tem uma velocidade orbital média de 16,59123808 km/s e uma inclinação de 10,47708º.
Esse asteróide foi descoberto em 20 de Janeiro de 1942 por Liisi Oterma.